# Satō Hinata
Satō Hinata (佐藤 日向 (Tá Đằng Nhật Hướng) sinh ngày 23 tháng 12 năm 1998) là một nữ diễn viên, người mẫu và seiyuu người Nhật trực thuộc Amuse. Cô cũng là một cựu thành viên của nhóm Sakura Gakuin.

## Tiểu sử
Satō Hinata được sinh ra và lớn lên tại tỉnh Yamagata cho đến năm hai tuổi, cô chuyển đến tỉnh Niigata và định cư tại đây đến năm lớp ba tiểu học. Ngưỡng mộ người mẫu Mutō Ayami, cô sớm bước vào các hoạt động nghệ thuật kể từ năm mẫu giáo.
Satō thành công được tuyển thẳng vào Sakura Gakuin, một nhóm nữ thần tượng do chính công ty Amuse thành lập. Cô bắt đầu hoạt động trong nhóm này kể từ tháng 4 năm 2010 cho đến lúc tốt nghiệp vào tháng 3 năm 2014.
Vai lồng tiếng anime đầu tiên của cô là nhân vật Karasawa Rin trong KutsuDaru., phát sóng vào năm 2014. Satō cùng Horiuchi Marina, Kanai Miki và Shina Yuika biểu diễn các bài hát chủ đề cho anime nói trên dưới danh nghĩa một nhóm nhạc có tên là Maboroshi☆Love. Tháng 11 năm đó, nhóm ra mắt đĩa đơn "Merry Go World".
Tháng 8 năm 2015, cô diễn vai Cynthia trong vở kịch The Goodbye Girl tổ chức tại trung tâm Tokyo International Forum.
Năm 2016, cô phụ trách lồng tiếng vai Kazuno Leah trong Love Live! Sunshine!!. Năm 2017, cô bắt đầu hoạt động trong các lĩnh vực sân khấu, radio và game với vai Hoshimi Junna thuộc thương hiệu truyền thông Shōjo☆Kageki Revue Starlight.

## Các vai diễn và lồng tiếng

### Phim người đóng
- Hagane no Onna Season 1 (2010), tập 1-7[13]
- Hagane no Onna Season 2 (2011), tập 1, 2, 6, 9[14]
- Shin Yameken no Onna 2 (2016), tập 2[15]
- Byplayers (2017), tập 5[16]
- Saki ni umareta dake no boku (2017), tập 7[17]
- Hana Nochi Hare: Hanadan Next Season (2018), tập 1[18]

### Anime truyền hình
- KutsuDaru. (2014) – Karasawa Rin[19]
- Love Live! Sunshine!! (2016) – Kazuno Leah[5]
- Shōjo☆Kageki Revue Starlight (2018) – Hoshimi Junna[20]
- D4DJ First Mix (2021) – Fukushima Noa[21]
- D4DJ Petit Mix (2021) – Fukushima Noa[22]
- Petit Sekai (2022) – Akiyama Mizuki[23]
- Mamahaha no tsurego ga motokano datta (2022) - Tanesato Chikuma[24]
- D4DJ All Mix (2023) – Fukushima Noa[25]

### Phim anime điện ảnh
- Love Live! Sunshine!! The School Idol Movie Over the Rainbow (2019) – Kazuno Leah[1]
- Shōjo☆Kageki Revue Starlight: Rondo Rondo Rondo (2020) / Gekijōban Shōjo☆Kageki Revue Starlight (2021) – Hoshimi Junna[26]

### ONA
- Shōjo☆Conto All Starlight (2019) – Hoshimi Junna[27]
- 25-ji, Nightcord de. Digest Animation - Journey to Bloom "SELF" (2023) - Akiyama Mizuki[28]

### Trò chơi điện tử
- Shōjo☆Kageki Revue Starlight -Re LIVE- (2018) – Hoshimi Junna[29]
- Kōsei Shōjo: Do The Scientists Dream of Girls'Asterism? (2018) – Alperg[30]
- Brave Nine (2019) – Ingrid[31]
- D4DJ Groovy Mix (2020) – Fukushima Noa[32]
- Project Sekai: Colorful Stage! feat. Hatsune Miku (2020) – Akiyama Mizuki[33]
- Love Live! School Idol Festival ~after school Activity~ Wai-Wai!Home Meeting!! (2021) – Kazuno Leah[34]
- Kemono Friends 3 (2021) – Black-tailed Gull[35]
- Uma Musume Pretty Derby (2022) – K.S.Miracle[36]
- Uma Musume Pretty Derby (2022) – K.S.Miracle[36]

### Sân khấu
- The Goodbye Girl (2015) – Cynthia[12]
- Cosmos Gakuen Chorus Club (2016) – Asuka Sakurai[37]
- Shōjo☆Kageki Revue Starlight -The LIVE- (2017) – Hoshimi Junna[38]
- Stray Sheep Paradise (2018) – Alice[39]
- Stray Sheep Paradise:em (2019) – Alice[40]
- Sân khấu Uma Musume Pretty Derby (2023) – K.S.Miracle [41]

### Radio
- Shōjo☆Kageki Radio Starlight (2018)[42]
- Satō Hinata & Koizumi Moeka no Bato tte Dinosaurs (2020)[43]
- 25-ji, Night Radio Show (2020, YouTube)[44]